# Lago Sartlan
Il lago Sartlan (in russo Сартлан?) è un lago endoreico della Russia. Si trova nei rajon Barabinskij e Zdvinskij dell'oblast' di Novosibirsk. È il terzo lago più grande dell'oblast'.

## Descrizione
Il lago è situato nella steppa di Barabinsk. Diversi piccoli fiumi sfociano nel lago (tra cui il fiume Karapuz), durante un periodo di piena (in primavera), il fiume Saraika regola il deflusso. Le coste sono basse e ricoperte di canne. Il fondo del lago è fangoso. Il lago è leggermente salato. In situazioni di massima capienza la profondità media è di 3 metri, la massima di 6. Ha una superficie di 238 km². Gela dalla prima metà di novembre, sino a fine aprile - maggio. Lo spessore massimo del ghiaccio a marzo è di 1,2 m.
Diversi insediamenti rurali si trovano lungo le sponde del lago.

## Ittiofauna
Ci sono molti pesci nel Sartlan, il bacino è considerato altamente produttivo. Il lago è popolato da: Carassius, Perca, Cyprinus carpio, Coregonus peled, Rutilus, Leuciscus idus, Leuciscus leuciscus, luccio e altre specie di pesci.